# Johannes Werner
Johannes Werner – as lotnictwa niemieckiego Luftstreitkräfte z 7 potwierdzonymi  zwycięstwami w I wojnie światowej, dowódca Jagdstaffel 14.
Johannes Werner odniósł swoje pierwsze zwycięstwo powietrzne w połowie 1917 roku przed przybyciem do eskadry myśliwskiej Jasta 14, nad którą objął dowództwo 5 września 1917 roku. Obowiązki dowódcy pełnił do końca wojny. Łącznie odniósł 7 potwierdzonych zwycięstw powietrznych. 1 czerwca 1918 roku w czasie walki zestrzelił jednego z największych australijskich asów myśliwskich Roderica Stanleya Dallasa, dowódcy 40 eskadry RAF, który zginął w czasie kraksy swojego samolotu.
Johannes Werner latał na samolotach: Albatros D.V, Fokker Dr.I oraz Fokker D.VIII.
Dalsze losy Wernera nie są znane. Wiadomo tylko, że w 1932 roku ukazała się jego książka (biografia Boelckego) pt. Boelcke, der Mensch, der Flieger, der Führer der deutschen Jagdfliegerei: ein Lebens - u. Heldenbild aus seinen Briefen gestaltet.